# Zou Meirong
Pour les articles homonymes, voir Zou.
Zou Meirong née le 1er septembre 2000, est une joueuse chinoise de hockey sur gazon.

## Carrière
Elle a fait ses débuts en décembre 2021 à Donghae pour concourir au Champions Trophy d'Asie 2021.

## Palmarès
- : 3e au Champions Trophy d'Asie 2021.